# Stříkounovití
Stříkounovití (Toxotidae) je čeleď malých rybek obývající mořské, brakické a sladké vody od Indie po Filipíny, Austrálii a Polynésii. Jediným rodem čeledi je Toxotes neboli stříkoun.

## Systematika
Vnitřní systematika stříkounovitých je stále ve vývoji. Ještě v roce 2016 se rozeznávalo 7 druhů a jeden rod, avšak studie z roku 2018 popsala hned 3 nové druhy a studie z roku 2022 mj. vytyčila nový rod Protoxotes pro stříkouna Lorentzova (T. lorentzi).

## Popis
Jedná se o malé rybky dosahující délek do 16 cm, i když stříkoun pětitrnný (Toxotes chatareus) může dorůstat až ke 40 cm. Stříkouni mají krátké, bočně stlačené tělo s velkýma očima. Na rovném hřbetě je usazena hřbetní ploutev se 4–6 silnými trny a 11–14 měkkými paprsky. Řitní ploutev má 3 trny a 15–18 měkkých paprsků. Tlama je velká s vyčnívající spodní čelistí. Na postranní čáře se nachází 25–47 šupin. Počet obratlů je 24.

## Stříkání vody
Stříkouni vešli ve známost tím, že přinejmenším některé druhy jsou schopné vystříknout ústy pramínek vody, kterým sestřelují hmyz, který po pádu na hladinu sežerou. Tato schopnost byla ve volné přírodě bezpečně potvrzena pouze u dvou druhů, a to stříkouna lapavého (Toxotes jaculatrix) a stříkouna pětitrnného (Toxotes chatareus). U stříkouna pruhovaného (Toxotes blythii) byla tato schopnost pozorována v zajetí. Střik vody probíhá skrze žlábek na patře tlamy, na který zespodu těsně přitisknou jazyk, čímž vzniká velmi úzká, zlomek milimetru tenká štěrbina. Koncem jazyka stříkloun tvoří jakousi záklopku, která kontroluje, zda dojde k výstřiku. Vystřikovaný pramínek vody dosahuje extrémně vysoké rychlosti. Podrobné morfologické a elektromyografické analýzy nicméně nepotvrdily, že by stříkouni byli schopni vyvinout takto silný střik pomocí svého svalového či kostěného systému.

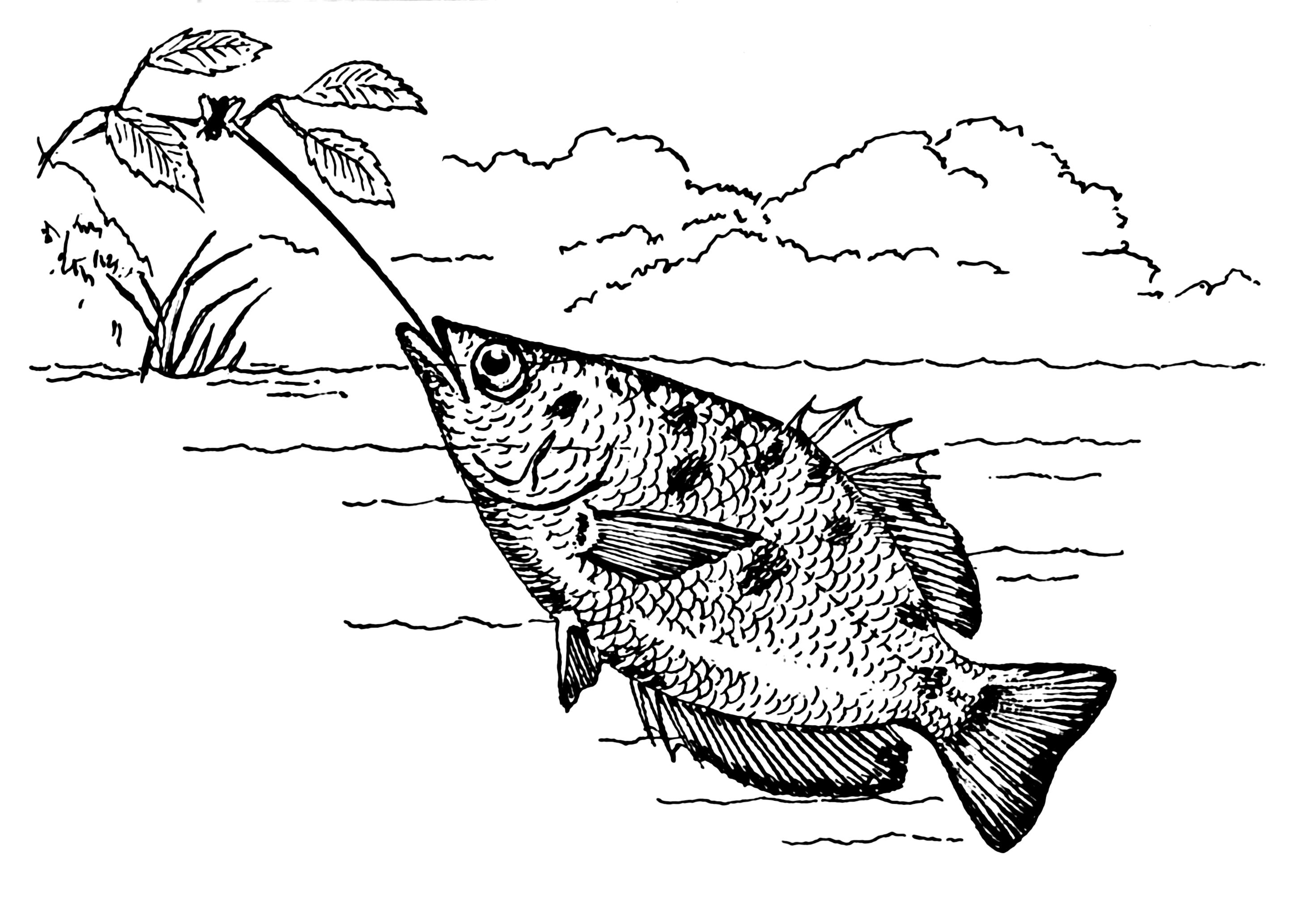
Nákres principu střiku stříkouna

Podle studie z roku 2012, která zkoumala stříkouna lapavého, stříkouni využívají k vyvinutí vysoké rychlosti střiku spíše fyzikálních zákonů než muskulární síly. Čím déle stříkouni vystřikují pramínek vody, tím větší sílu vyvíjejí, takže konec pramínku se pohybuje vzduchem rychleji než jeho počátek. Během jednoho z laboratorních měření bylo zjištěno, že zatímco na počátku se vystříknutý pramínek pohyboval rychlostí 2,88 m/s, při zasažení kořisti už 3,27 m/s. Jakmile přední část praménku začne zpomalovat, přední kapička je zasažena následnými kapičkami, čímž se formuje širší pramínek, a rovněž se zabraňuje roztříštění pramínku do mnoha miniaturních kapiček, jako se děje např. u vodopádu, kdy se pramen vody pohybuje stejnou rychlostí, takže dochází k jeho roztříštění. Ve výsledku to znamená, že pramínek vody vypuštěný ze stříkounových úst zrychluje a při zasažení kořisti se pohybuje rychleji než při vypuštění pramínku. Tím dokáže doslova sestřelit hmyz i z vegetace, ke které se některý hmyz přichycuje i o síle dosahující 10násobku své váhy.
Vedle výše zmíněných fyzikálních zákonů stříkouni ovládli i princip lomení světla nebo gravitace. Aby přesně zasáhli cíl, musí počítat nejen s lomením světla, což může představovat korekci směru o desítky stupňů, ale i se vzdáleností kořisti a gravitačními silami, které způsobí lomení vyslaného vstřiku směrem dolů. V laboratorních podmínkách byli stříkouni vycvičeni k tomu, aby vystřikovali proudy vody i pod hladinou, aby se tak dostali k jídlu ukrytému v substrátu. Dá se tedy předpokládat, že ve volné přírodě se tímto způsobem mohou dostávat i k zahrabaným živočichům.

## Vztah k lidem
Stříkouni jsou chováni v akvarijních zařízeních po celém světě. V Česku chová stříkouna lapavého mj. Zoo Ostrava, Zoo Praha nebo Zoo Brno.